# Slava Ukraini (организация)

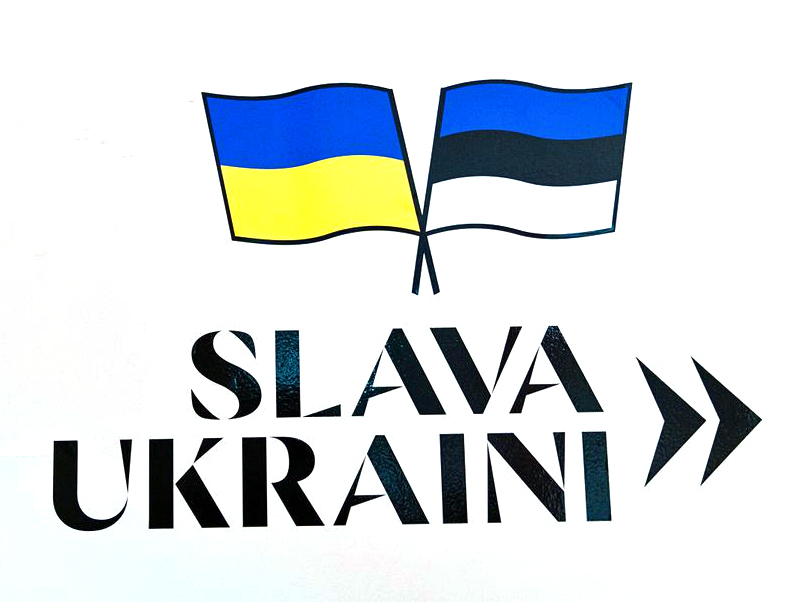
Логотип организации MTÜ Slava Ukraini

MTÜ Slava Ukraini — эстонская некоммерческая организация, в 2022—2023 годах занимавшаяся оказанием финансовой помощи Украине из Эстонии.

## Описание
НКО была зарегистрирована в реестре предприятий Эстонии 7 марта 2022 года. Её руководителем является Йоханна-Мария Лехтме, которая за свою деятельность в организации также была удостоена наград «Человек года Postimees 2022» и «Европейка года 2022». В названии НКО используется украинское патриотическое приветствие «Слава Украине!».

## Нецелевое использование пожертвований
В марте 2023 года совет НКО Slava Ukraini принял решение о приостановке выплат из-за подозрений в нецелевом использовании средств украинскими партнёрами. По информации ERR, за время военного конфликта на Украине Slava Ukraini собрало 6,5 млн евро пожертвований для этой страны.
Согласно Eesti Päevaleht партнёрами Slava Ukraini подозреваемыми в коррупции стали некоммерческая организация «Все для Перемоги» и связанная с её ключевыми фигурами частная компания IC Construction. Предполагается, что в 2022 году IC Construction заработала четверть миллиона евро прибыли во многом благодаря пожертвованиям из Эстонии.
В апреле 2023 года президент Украины Владимир Зеленский заявил, что Украина серьёзно относится к слухам о нецелевом использовании денег. Однако он не смог прокомментировать подозрение в отношении эстонской общественной организации Slava Ukraini и бывшего вице-мэра Львова. В мае того же года пресс-секретарь офиса президента Украины подтвердил газете Postimees, что правоохранительные органы начали расследование предполагаемых нарушений со стороны партнёра Slava Ukraini. 8 мая стало известно, что украинские правоохранительные органы возбудили уголовное дело по следам скандала с предполагаемым нецелевым использованием пожертвований.
Кроме того, в апреле 2023 года Лехтме заявила, что за каждую машину скорой помощи, которую её организация восстанавливала на Украине, они заплатили 3500 евро. При этом журналисты Postimees нашли мастерские, которые готовы сделать работу бесплатно, а самое дорогое предложение было 1500 евро. По словам Лехтме, IC Constructions сами не ремонтировали автомобили, потому она не знает, кто на самом деле строил автомобили и сколько они реально стоили.
9 мая 2023 года Госпрокуратура Эстонии возбудила уголовное дело по статье о присвоении имущества для расследования использования средств, собранных НКО Slava Ukraini в поддержку Украины. Государственный прокурор Трийну Олев заявила: «Уголовное дело возбуждено по статье о присвоении имущества, но это первичная оценка, которая может измениться в ходе производства. На данный момент подозрения никому не предъявлялись. Следствие выяснит, есть ли у кого-то основания для подозрений».